# Католицький університет Фужень

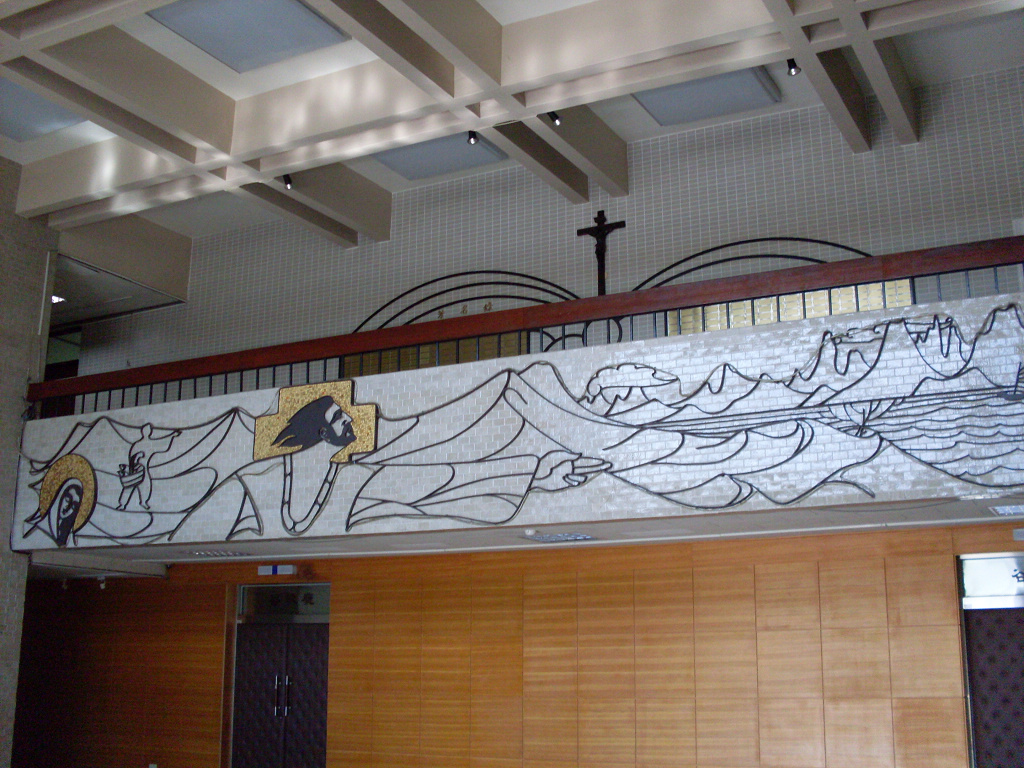
Усередині кардинал Поль Ю. будівлі

Католицький університет Фужень (яп. 輔仁大學, Fǔrén Dàxué; англ. Fu Jen Catholic University) — вищий навчальний заклад на Тайвані, приватний університет. Штаб-квартира розташована в місті Новий Тайбей. Заснований 1925, знову створені в 1961 році. Це найстаріший католицький і єзуїтський університет у китайському світі.
Університет посів "Топ-300" за Times Higher Education Impact Ranking, Топ-100 з теології та 500 найкращих в галузі гуманітарних наук та медицини за QS World University Rankings. Його транснаціональна спільна магістерська програма "MGEM" посіла 19 місце в усьому світі Financial Times в 2020 році.

## Коледжі
- Коледж вільних мистецтв
- Коледж витончених мистецтв
- Медичний коледж
- Коледж зв'язку
- Педагогічний коледж
- Коледж науки і техніки
- Коледж іноземних мов
- Коледж екології людини
- Коледж моди і текстилю
- Школа права
- Коледж менеджменту
- Коледж соціальних наук
- Фужень Богословський факультет Санкт Роберт Белларміна

## Бібліотеки

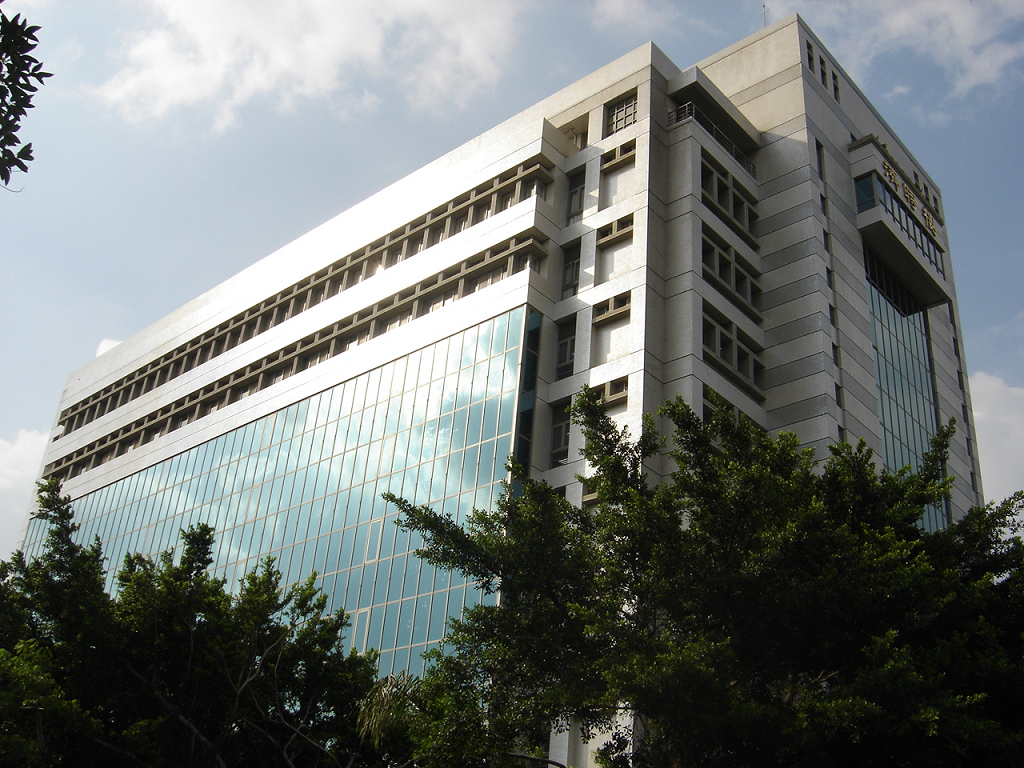
Fahy Меморіальна бібліотека
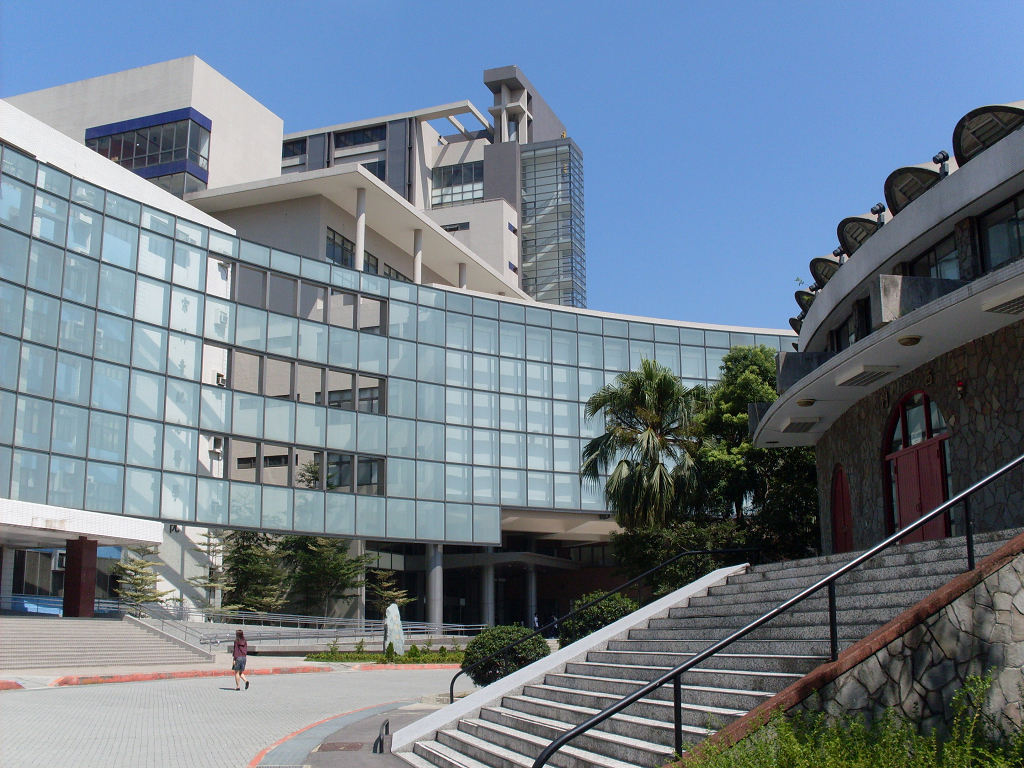
Шань Госі, Павло бібліотека
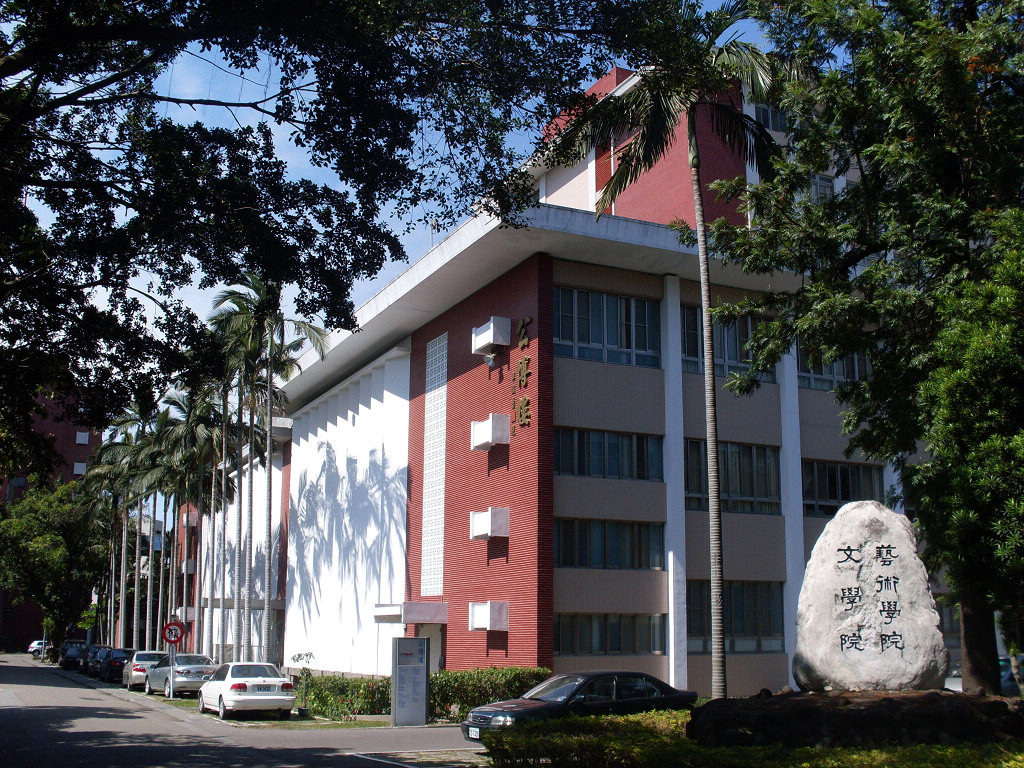
Kungpo Меморіальна бібліотека
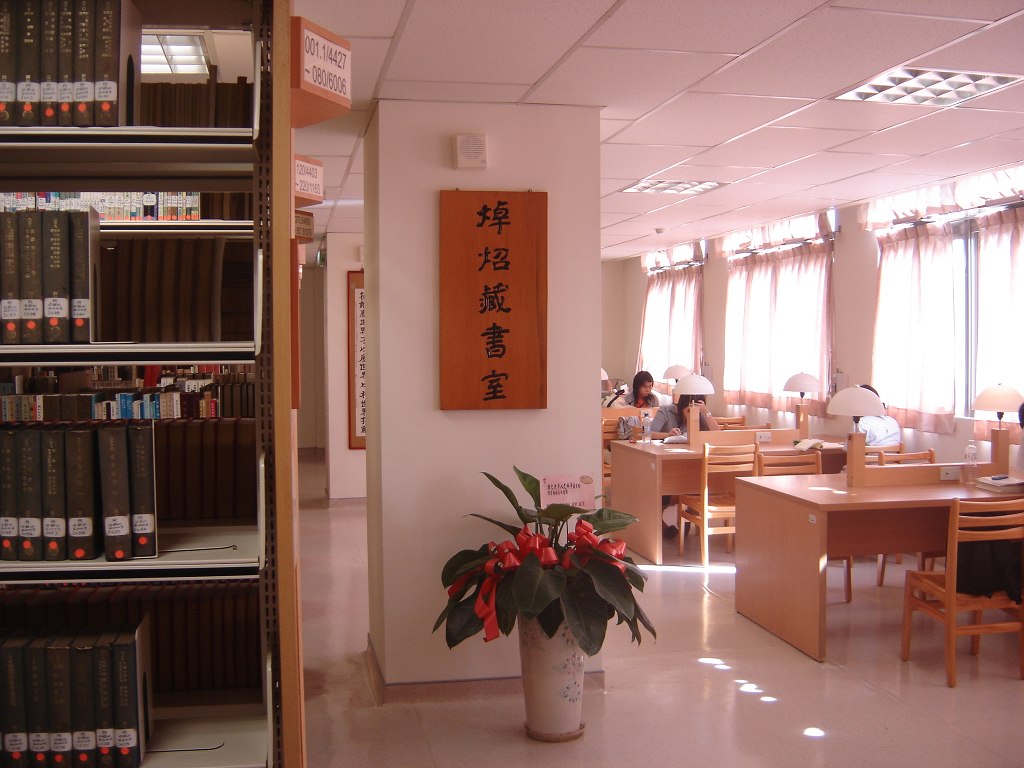
Kungpo Меморіальна бібліотека
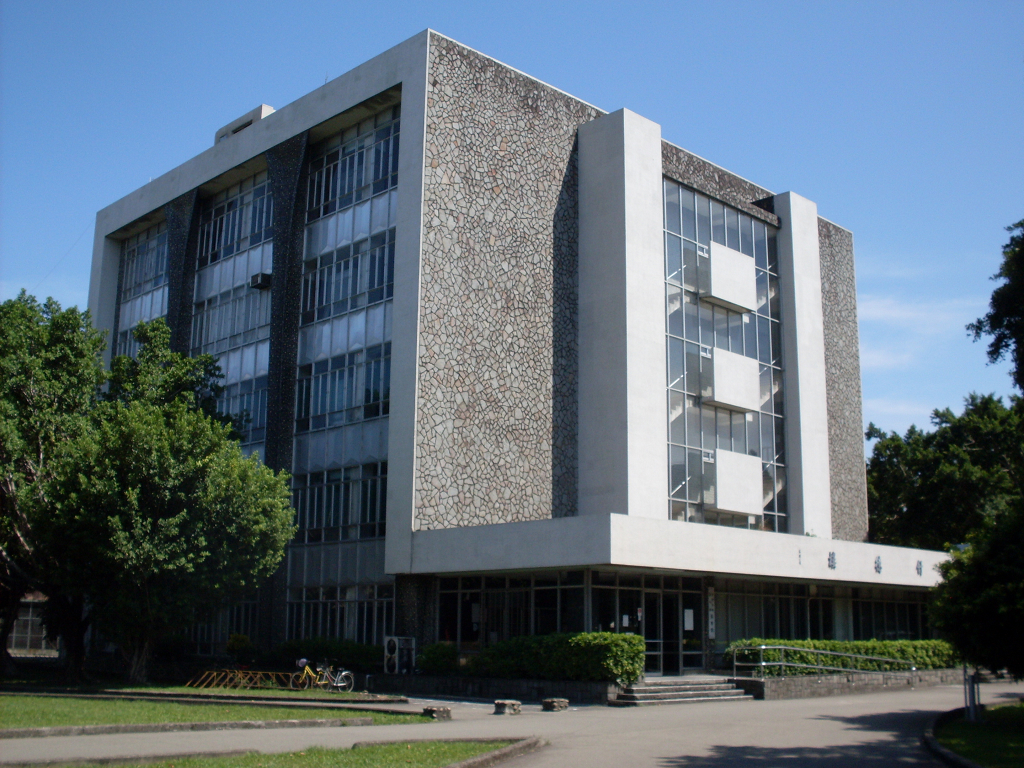
Schutte Меморіальна бібліотека
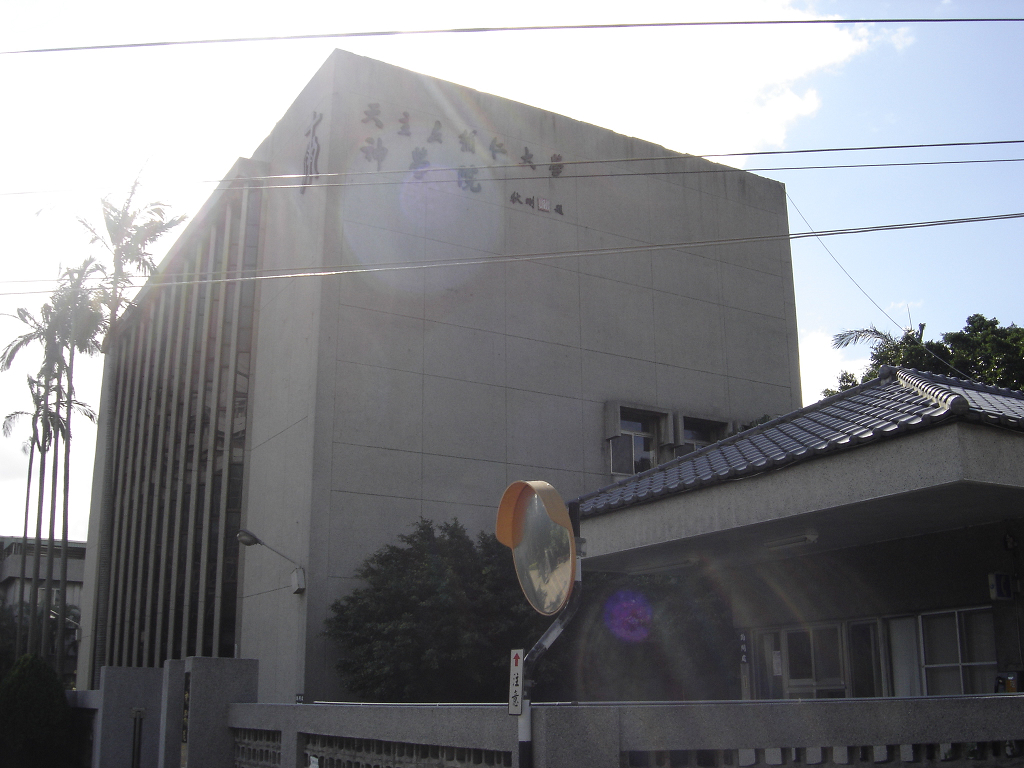
Богослов'я бібліотека